# Montmirail, Marne
Montmirail là một xã trong tỉnh Marne, thuộc vùng Grand Est của nước Pháp, có dân số là 3783 người (thời điểm 1999).

## Thông tin nhân khẩu
| 1962  | 1968  | 1975  | 1982  | 1990  | 1999  |
| ----- | ----- | ----- | ----- | ----- | ----- |
| 2.777 | 3.061 | 3.423 | 3.696 | 3.812 | 3.783 |

## Các thành phố kết nghĩa
- Wald-Michelbach, Đức
- Hassocks, Vương quốc Anh

## Những người con của thành phố
- Jean-François Paul de Gondi, hồng y giáo chủ.